# Der heilige Born
Der heilige Born ist ein historischer Roman von Wilhelm Raabe, der in der ersten Hälfte des Jahres 1860 entstand und 1861 bei Kober und Markgraf in Prag erschien. Nachauflagen erlebte Raabe 1891 und 1906. Meyen gibt sechs Besprechungen aus den Jahren 1863 bis 1937 an.

## Inhalt
Anno 1556 ist die Weser bei Holzminden eine Grenze zwischen Katholiken und Lutheranern. In dem Dorf Stahle am linken Weserufer sitzt der junge Vikar Festus in dem katholischen Pfarrhaus und am rechten Ufer gegenüber in Holzminden schreibt der gestrenge lutherische Pastor Magister Valentin Fichtner an seinem Werk „De Daemonibus“. Der Katholik Festus und der junge Lutheraner Klaus Eckenbrecher lieben des Pastors 17-jähriges Töchterlein Monika Fichtner. Monikas Mutter ist verstorben. Während sich Festus seiner verbotenen Liebe bewusst ist, diese also geheim hält, bekennt sich Klaus offen zu seiner starken Neigung und stößt auf den erbitterten Widerstand des Vaters. Pastor Fichtner will keine mittellose Waise mit fragwürdigem Elternhaus zum Schwiegersohn. Der Vater Klaus Eckenbrechers war Stadttrompeter von Holzminden und die Mutter Alheit Leifheit war die Witwe eines Enthaupteten gewesen. Klaus sieht ein, bevor er Monika heimführen darf, muss er es erst zu etwas bringen. Der junge Bursche hat Glück. Der 26-jährige Philipp von Spiegelberg, Graf zu Pyrmont, nimmt ihn als Reisiger auf. Nicht weit vom gräflichen Schloss, nahe bei Lügde, liegt der heilige Born, eine Quelle, deren Wasser gegen Leibesgebrechen Wunder wirken soll. Es geht das Gerücht, der „Wunderbronn“ wirke sogar als Jungbrunnen. Die kleine Grafschaft Pyrmont kann bei weitem nicht alle Badegäste beherbergen. Klaus Eckenbrecher wird vom Grafen eingesetzt, um die Ordnung unter den zahllosen sommers im Freien kampierenden Fremdlingen notdürftig aufrechtzuerhalten. Der Ruf des heiligen Borns zu Pyrmont dringt über Ländergrenzen. Italiener reisen an. Der unverheiratete junge Graf muss den Streit zweier Todfeinde schlichten. Der Arzt Simone Spada aus Bologna war am Born auf die schöne Fausta La Tedesca getroffen. Philipp von Spiegelberg weist den Arzt aus der Grafschaft. Spada fährt die Weser hinab und reitet dann nach Osnabrück. Philipp von Spiegelberg nimmt die Landstreicherin Fausta in seinem Schloss auf. Fausta konnte aus einem deutschen Kloster entfliehen, in das sie der Arzt Spada hatte einsperren lassen. Faustas Mutter Lydia Santoni ist verstorben. Sie war zu Lebzeiten Faustas Vater, dem Arzt Benedictus Meyenberger aus Osnabrück, untreu geworden. Simone Spada und dessen Freund Meyenberger hatten Fausta nach Deutschland gebracht. Durch Faustas Verschulden war zuvor Spada durch das Schwert eines gewissen Don Cesare Campolani fast zu Tode gekommen.
Es scheint, als ob der Graf von Fausta verhext werden würde. Aus dem fröhlichen Zecher Philipp von Spiegelberg macht Fausta einen menschenscheuen Schlossherren. Die Schöne dient ihrem Geliebten, dem Ritter Cesare Campolani. Der Graf soll als Gefolgsmann des Königs von Frankreich im Kampf gegen den spanischen König auf flandrischem Schlachtfeld geworben werden. „Feldmarschalk“ Christof von Wrisberg ist Campolani bei der listigen Werbung von Truppen behilflich. Während von Wrisberg später dann anderenorts die Werbetrommel für den König von Frankreich rührt, setzen Fausta und Campolani ihr Werk zu Pyrmont fort. Der Graf durchschaut aber das Paar. Zudem wird ihm von seinem Herzog mitgeteilt, er habe in Flandern auf spanischer Seite zu streiten. Fausta und Campolani flüchten mit ihren Mannen. Der Graf nimmt die Verfolgung auf.
In Stahle kommt den Flüchtenden ihr Todfeind Spada in die Quere. Der Arzt hatte in Osnabrück seinen väterlichen Freund Benedictus Meyenberger zu Grabe getragen. Auf dem Heimweg nach Italien übernachtet Spada bei dem Vikar Festus. Vor dem Schlafengehen erzählt der Reisende dem Geistlichen die Geschichte seiner unglücklichen Liebe zu Fausta. Bestürzt nimmt der Vikar das Erzählte auf. Sieht er doch Parallelen zu seiner unerfüllten Liebe zu Monika. Bevor der Arzt den Kampf gegen Faustas bewaffnete Begleiter aufnehmen kann, wird er von einem der Männer erschossen. Als der Graf mit seinen Reisigen das Dorf Stahle erreicht, wird Fausta von Klaus Eckenbrecher erschossen. Nach der Beerdigung der beiden Toten verliert der Vikar Festus den Verstand und nähert sich Monika. Der entsetzte Pastor Fichtner bittet Klaus Eckenbrecher um Schutz; nennt die Tochter Eckenbrechers Braut. Klaus hat gewonnenes Spiel. Der Pastor bereut sein voreiliges Hilfeersuchen, weiß aber nicht, wie er es rückgängig machen könnte. Festus taucht in den abendlichen Wesernebel ein und kann von suchenden Ortskundigen nicht mehr gefunden werden.
Klaus und Monika werden zunächst noch kein Paar. Klaus nimmt im August 1557 mit seinem Grafen an der Schlacht bei Saint-Quentin auf Seiten der Spanier gegen von Wrisberg teil. Die Pyrmonter fechten auf der Siegerseite. Der Graf fällt von Campolanis Hand und wird zu Kammerich beigesetzt. Klaus, der seinen Herrn auf dem Felde im Gegenzug umgehend gerächt – also Campolani erstochen – hatte, führt die überlebenden Pyrmonter heim. Zum Hauptmann aufgestiegen, begibt sich Klaus von Schloss Pyrmont aus auf den Weg zu seiner Braut nach Holzminden. Im Wald begegnet ihm der wahnsinnige Festus. Klaus, der in der Schlacht ein Auge eingebüßt hat, wird von Monika mit offenen Armen empfangen. Pastor Fichtner, immer noch an „De Daemonibus“ schreibend, findet sich notgedrungen mit diesem Schwiegersohn ab. Festus wird am Morgen nach Klaus Eckenbrechers Wiederkehr leblos auf dem Grab des Arztes Spada liegend aufgefunden.

## Form
Der Erzähler „dieser Historie“ blickt gelegentlich in die Zukunft. So sieht er zum Beispiel bereits im vierten der zweiundzwanzig Kapitel das böse Ende des Vikars Festus voraus. Vermöge seiner Schreibkraft zieht er die unterschiedlichsten Register. Wenn es ernst wird, legt er die „Gänsefeder der Romantik“ beiseite. Halunken werden einfach vorverurteilt.
Zwischen den Handlungsorten Weserufer bei Holzminden, Schloss Pyrmont und Osnabrück wird hin- und hergesprungen. Lückenhaft Dargebotenes und Unverständliches wird manches Mal später greifbarer nacherzählt. Die erzählte Zeit erscheint nicht als Kontinuum. Zum Beispiel lässt der Erzähler die flandrische Schlacht Klaus zu einem passenden Zeitpunkt nacherzählen.

## Rezeption
- Oppermann gibt Raabes Quellen an (Heinrich Bünting: Newe volstendige Braunschweigische und Lüneburgische Chronica (Magdeburg 1620), Jobst Höcker (1568), Theodor Christoph Grotrian, Johann Philipp Seipp (Hannover 1719), Heinrich Matthias Marcard (Leipzig 1784) und Gottfried Kaeppel (Leipzig 1800))[9] und erwähnt einen Lobspruch Hans Blums.[10]

## Ausgaben

### Erstausgabe
- „Der heilige Born. Blätter aus dem Bilderbuche des sechzehnten Jahrhunderts von Jakob Corvinus.“ 548 Seiten. Kober & Markgraf, Wien und Prag 1861. Leinen

### Verwendete Ausgabe
- Der heilige Born. Blätter aus dem Bilderbuche des sechzehnten Jahrhunderts. S. 5–346. Mit einem Anhang, verfasst von Hans Oppermann, S. 469–505 in Karl Hoppe (Bearb.), Hans Oppermann (Bearb.): Der heilige Born. Ein Geheimnis. Auf dunkelm Grunde. Die schwarze Galeere Vandenhoeck & Ruprecht, Göttingen 2005. Bd. 3 (2. Aufl., besorgt von Eberhard Rohse), ISBN 3-525-20107-9 in Hoppe (Hrsg.), Jost Schillemeit (Hrsg.), Hans Oppermann (Hrsg.), Kurt Schreinert (Hrsg.): Wilhelm Raabe. Sämtliche Werke. Braunschweiger Ausgabe. 24 Bde.

### Weitere Ausgaben
Meyen nennt sieben Ausgaben.